# Spargania bellipicta
Spargania bellipicta là một loài bướm đêm trong họ Geometridae.